# Hongarització
Hongarització és un terme que reuneix totes aquelles polítiques d'assimilació ètnica implementada per les autoritats d'Hongria en diversos moments de la seva història. Aquestes polítiques van ser seguides per a ajudar a mantenir la dominació lingüística i cultural hongareses en regions ocupades pel Regne d'Hongria per tal d'encoratjar o unir les forces del personal d'altres grups ètnics obligant-los a adoptar la seva cultura i llengua d'Hongria i per així desenvolupar una identitat unànime hongaresa.
L'origen d'aquest terme s'aplica en general a les polítiques seguides en la part hongaresa magiar durant l'imperi austrohongarès i durant el segle xix i principis del segle XX i fins i tot més enllà del Compromís austrohongarès. La idea va aparèixer durant la il·lustració fins que el segle xix amb l'arribada del nacionalisme com a nova eina per a construir una identitat nacional. Doncs van aparèixer nous estats dins de l'Imperi Austrohongarès que demanaven la seva identitat. Transsilvània, amb un 65% de la població romanesa i un 35% hongaresa va ser la mes hongaritzada a part d'altres zones com el nord de Sèrbia o el sud d'Eslovàquia.
Noms de persones o llocs geogràfics van ser hongaritzats de manera aleatòria amb mots hongaresos no propis com per exemple el nom romanès Ion Negru es va canviar per Janos Fekete o per exemple de l'eslovac Novo Selo, ciutat d'Eslovàquia, es va canviar per Ujfalu.